# Chalcentis victima
Chalcentis victima är en skalbaggsart som beskrevs av Hermann Burmeister 1844. Chalcentis victima ingår i släktet Chalcentis och familjen Rutelidae. Inga underarter finns listade i Catalogue of Life.